# Gravitcornutia
Gravitcornutia là một chi bướm đêm thuộc phân họ Tortricinae của họ Tortricidae.

## Các loài
- Gravitcornutia aethesiana Razowski & Becker, 2001
- Gravitcornutia artificiosa Razowski & Becker, 2001
- Gravitcornutia cinnamomea Razowski & Becker, 2001
- Gravitcornutia cornuta Razowski & Becker, 2001
- Gravitcornutia curiosa Razowski & Becker, 2001
- Gravitcornutia cuspis Razowski & Pelz, 2003
- Gravitcornutia goianica Razowski & Becker, 2001
- Gravitcornutia inapulana Razowski & Pelz, 2003
- Gravitcornutia major Razowski & Becker, 2001
- Gravitcornutia miserana Razowski & Becker, 2001
- Gravitcornutia nigribasana Razowski & Becker, 2001
- Gravitcornutia ochrata Razowski & Becker, 2001
- Gravitcornutia sterigmaspis Razowski & Becker, 2001
- Gravitcornutia trespolitana Razowski & Becker, 2001
- Gravitcornutia tristis Razowski & Becker, 2001
- Gravitcornutia umbrosa Razowski & Becker, 2001
- Gravitcornutia zonata Razowski & Becker, 2001